# Хатун Каді
Хатун Каді (араб. هتون قاضي ‎ — комік та активістка із Саудівської Аравії, ведуча комедійного шоу Noon Al Niswa на YouTube, у якого 332 тисячі передплатників (станом на 1 червня 2023 року).

## Життєпис та кар'єра
Хатун Каді розглядає соціальні явища з жіночого погляду, використовуючи сарказм, уникаючи суджень і намагаючись знайти рішення. Відома своїми сатиричними відеороликами про жіночі та сімейні проблеми, часто висвітлює повсякденне життя в Саудівській Аравії. Доктор Хатун Каді почала займатися комедією, коли зрозуміла, що в Саудівській Аравії багато інтернет-коміків, але у цій сфері не вистачає жінок. У 2014 році була названа однією зі 100 жінок Бі-бі-сі, у грудні 2016 року Бі-бі-сі включила її до свого списку п'яти жінок, яких немає у Вікіпедії, але вони повинні там бути (разом з Лаурою Коритон, Стефані Гарві, Тесс Асплунд та Джудіт Вебб).
Каді — мати двох дітей, і веде щотижневу колонку для Arab News, щоденної англомовної газети Саудівської Аравії. Каді отримала два ступені у Сполученому Королівстві. У 2009 році вона здобула освітній ступінь магістра інформаційних технологій, управління та організації в Ланкастерському університеті. У 2016 році Хатун захистила докторську дисертацію у Шеффілдському університеті.
У грудні 2016 року Каді була серед групи інфлюєнсерів з регіону Перської затоки, які розпочали кампанію на підтримку сирійських біженців у Йорданії. Їхньою метою було підвищити поінформованість про проблеми сирійських біженців у Йорданії та залучити фінансову підтримку. Інфлюенсери публікували письмові та відеоматеріали про свої відвідування сирійських таборів біженців, привертаючи увагу до їхніх страждань.